# Lobelia erinus
Lobelia erinus es una especie de planta herbácea de estación fresca anual, con muchas variedades, como:  "Riviera", "Blue Moon", "Fountain",  "Cascade".  Las flores de color azul oscuro, raramente blancas, prefieren sol o semisombra  

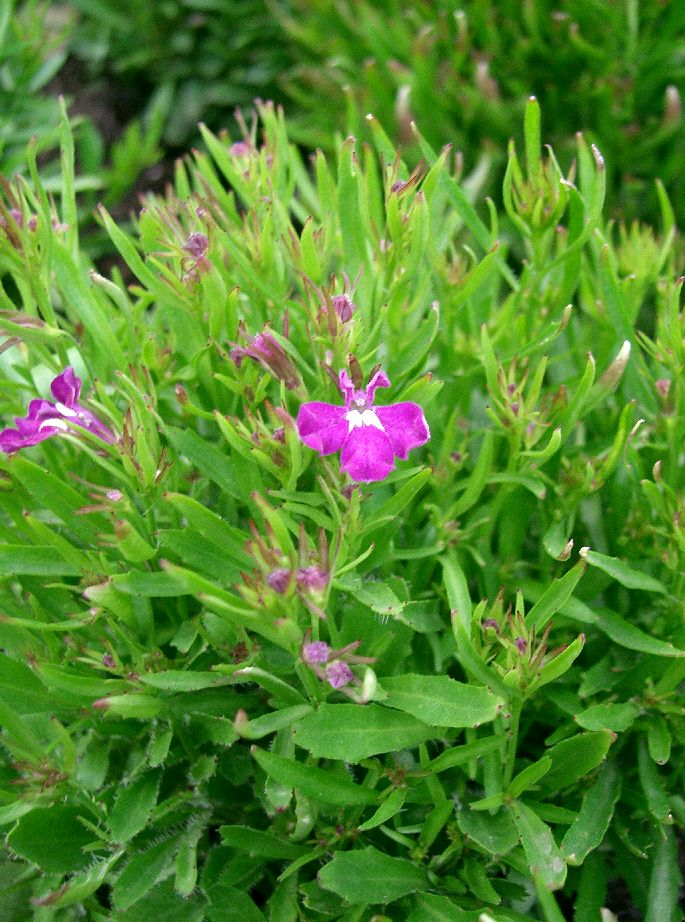
Vista de la planta

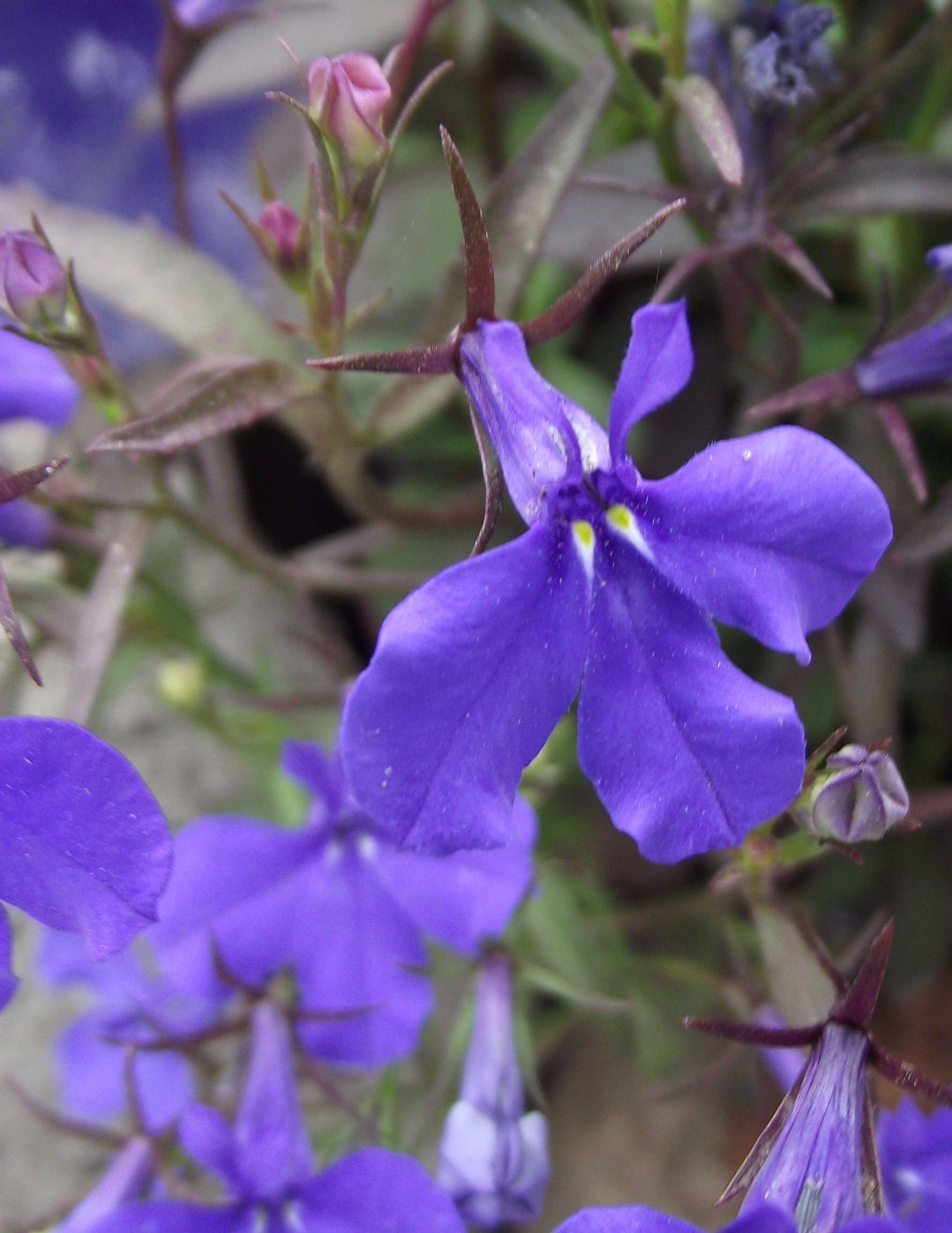
Detalle de la flor

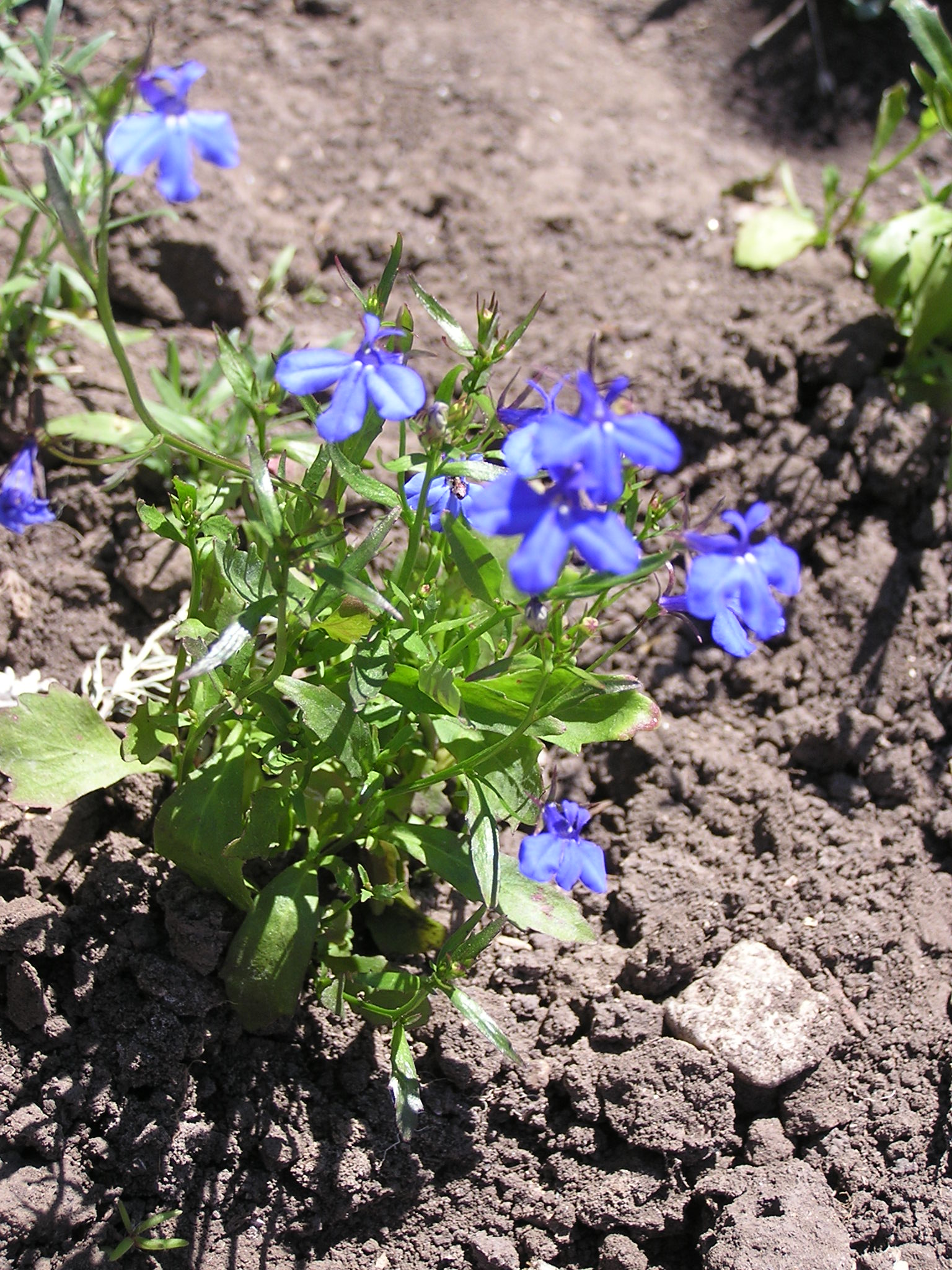
En su hábitat

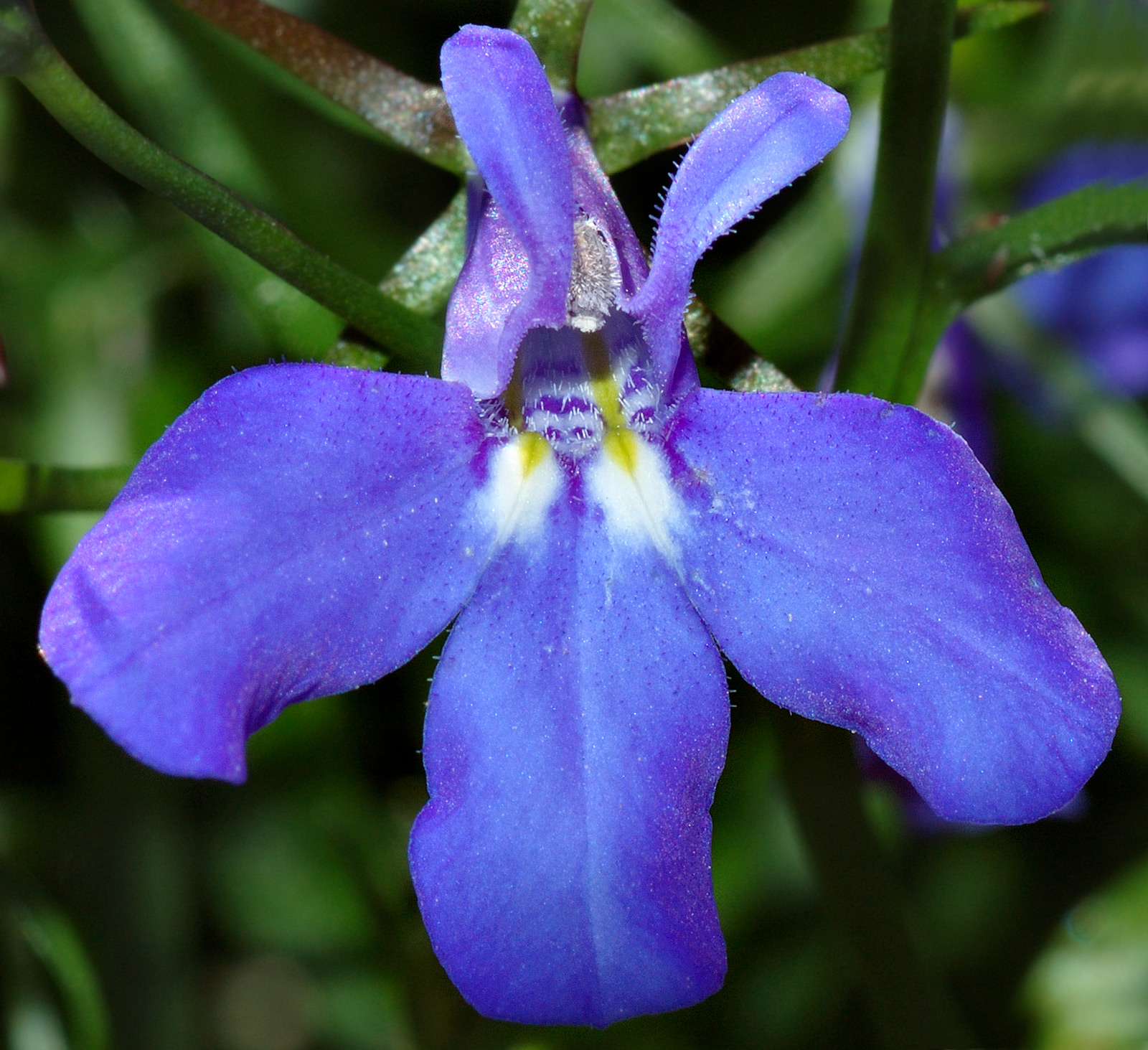
Detalle de la flor

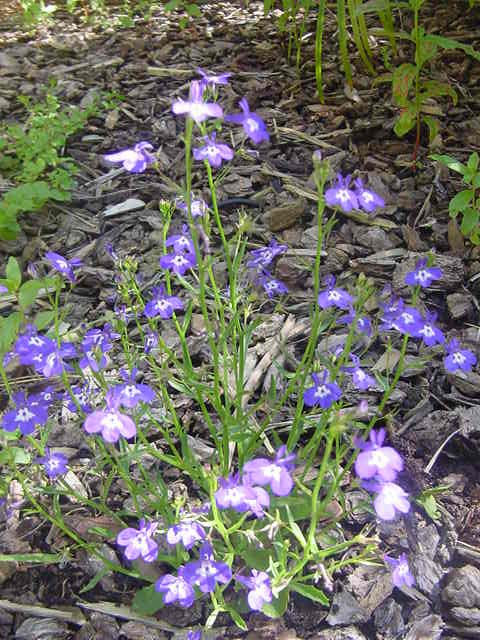
Vista de la planta en flor

## Hábitat
Planta de origen sudafricano introducido en Europa en el siglo XVIII, de la subfamilia de las Lobelioideae, llega a medir 2 dm de altura.  

## Descripción
Resalta su color fuerte que es capaz de opacar como una alfombra el suelo en donde nace. Florece prácticamente durante todo el año, en la naturaleza es una planta venenosa. Suele crecer en climas húmedos, especialmente tropicales, es sumamente fácil de multiplicar. Por estas razones es muy utilizada como flor decorativa.
En jardines, deben crecer en interior hasta la última helada, y  trasplantarla afuera después que todo peligro de frío haya pasado.
Las flores maduras crecen hasta una altura de 15 cm.  Las plantas deben espaciarse 15 cm entre filas y 20 cm entre plantas de la misma hilera.
La fructificación comienza a mediados del verano y continua en el otoño.

## Propiedades
- Utilizada por sus propiedades analgésicas.
- Está en estudio su utilidad en el tratamiento del cáncer.

## Taxonomía
Lobelia erinus fue descrita por Carlos Linneo y publicado en Species Plantarum 2: 932. 1753.
Etimología
Lobelia: nombre genérico que fue nombrado en honor del botánico belga Matthias de Lobel (1538-1616).
erinus: epíteto latino 
Sinonimia
- Dortmannia debilis var. natalensis Kuntze
- Dortmannia erinoides (L.) Kuntze
- Dortmannia erinus (L.) Kuntze
- Dortmannia erinus var. bellidifolia (L.f.) Kuntze
- Dortmannia flexuosa (C.Presl) Kuntze
- Dortmannia lavandulacea (Klotzsch) Kuntze
- Dortmannia senegalensis (A.DC.) Kuntze
- Enchysia erinoides (L.) C.Presl
- Grammatotheca erinoides (L.) Sond.
- Laurentia erinoides (L.) G.Nicholson
- Lobelia acutangula (C.Presl) A.DC.
- Lobelia algoensis A.DC.
- Lobelia altimontis E.Wimm.
- Lobelia bellidifolia L.f.
- Lobelia bellidifolia Thunb.
- Lobelia benguellensis Hiern
- Lobelia bicolor Sims
- Lobelia bracteolata A.DC.
- Lobelia candida Link
- Lobelia chilawana Schinz
- Lobelia dortmannii Dammann
- Lobelia erinifolia Salisb.
- Lobelia erinoides L.
- Lobelia erinoides Thunb.
- Lobelia filiformis f. albiflora E.Wimm.
- Lobelia filiformis var. filiformis
- Lobelia filiformis f. multipilis E.Wimm.
- Lobelia filiformis f. muzandazora E.Wimm.
- Lobelia filiformis var. natalensis (A.DC.) E.Wimm.
- Lobelia jugosa S.Moore
- Lobelia keilhackii E.Wimm.
- Lobelia kohautiana Vatke
- Lobelia lavendulacea Klotzsch
- Lobelia lydenburgensis E.Wimm.
- Lobelia melsetteria E.Wimm.
- Lobelia montaguensis E.Wimm.
- Lobelia natalensis A.DC.
- Lobelia natalensis var. subulifolia Sond.
- Lobelia nuda Hemsl.
- Lobelia nuda f. hirtella E.Wimm.
- Lobelia nuda var. rosulata (S.Moore) E.Wimm.
- Lobelia nuzana E.Wimm.
- Lobelia oranjensis E.Wimm.
- Lobelia parvifolia Raf.
- Lobelia polyodon E.Wimm.
- Lobelia procumbens J.Forbes
- Lobelia pubescens var. simplex Kuntze
- Lobelia raridentata E.Wimm.
- Lobelia rosulata S.Moore
- Lobelia rosulata f. hirtella E.Wimm.
- Lobelia schrankii Sweet
- Lobelia senegalensis A.DC.
- Lobelia senegalensis var. senegalensis E. Wimm.
- Lobelia senegalensis var. turgida (E.Wimm.) E.Wimm.
- Lobelia transvaalensis Schltr.
- Lobelia trierarchii R.D.Good
- Lobelia turgida E.Wimm.
- Lobelia turgida var. peteri E.Wimm.
- Lobelia wildii E.Wimm.
- Lobelia wildii var. arcana E.Wimm.
- Monopsis conspicua Salisb.
- Monopsis debilis var. conspicua Sond.
- Monopsis simplex var. conspicua (Sond.) E.Wimm.
- Rapuntium acutangulum C.Presl
- Rapuntium bellidifolium (L.f.) C.Presl
- Rapuntium bicolor (Sims) C.Presl
- Rapuntium erinoides (L.) Mill.
- Rapuntium erinus (L.) Mill.
- Rapuntium kohautianum C.Presl
- Rapuntium krebsianum C.Presl
- Rapuntium procumbens (J.Forbes) C.Presl[3][4]